# Grandes ilusiones
Grandes ilusiones é uma telenovela mexicana, produzida pela Televisa e exibida em 1963 pelo Telesistema Mexicano.

## Elenco
- Héctor Gómez
- Aurora Molina
- Eric del Castillo
- Andrea Cotto